# El desierto prodigioso y prodigio del desierto
El desierto prodigioso y prodigio del desierto es una novela con elementos barrocos y manieristas, del autor Pedro de Solís y Valenzuela escrita en Bogotá a mediados del siglo XVII. Ha sido considerado la primera del género en Hispanoamérica. Presenta un fuerte componente religioso, en el cual sobresalen como parámetros de la obra la vocación y el ascetismo de sus personajes, que asimismo presentan o cuentan momentos de libertinaje. Esta novela, fue inspirada en los otros cortos relatos literarios de aquella época, transformados en uno nuevo y emocionante. Fue escrita principalmente en castellano aunque hay varios pasajes en latín.

## Características
El desierto prodigioso y prodigio del desierto es una novela de corte barroco, que cuenta la visita de amigos al desierto de la Candelaria, el cual se encuentra cerca de los municipios boyacenses de Ráquira y de Villa de Leyva, donde se encuentra el convento de los agustinos recoletos de Nuestra Señora de la Candelaria. Sus protagonistas son cuatro muchachos de alto nivel social, habitantes del barrio bogotano de Las Nieves que son el autor, su hermano Fernando Fernández, su primo Andrés y el pintor Antonio Acero de la Cruz.
El texto narra la fuerte impresión mística, que los lleva a seguir una vida religiosa, lo cual define profundamente los énfasis y la temática de la obra. El título se refiere a los prodigios de los que son testigos en el lugar. El texto mezcla prosa y verso, integrando asimismo materiales breves, epistolares, biográficos e incluso anécdotas y meditaciones. Gracias a la riqueza de su narración y a su complejidad, ha sido considerada la primera del género en Hispanoamérica. 
Estructuralmente está dividida en XXII Mansiones, que presentan una extensión desigual, las cuales se definen como "ratos de esparcimiento religioso y literario, descansos o permanencias, que hoy llamaríamos sesiones", las cuales comienzan con las primeras horas de la mañana, y terminan con el final de día. La última finaliza de manera abrupta, y no se sabe si el autor realizó una continuación.
Durante algún tiempo se consideró que el autor podía ser Fernando, el hermano mayor de Pedro, e incluso en la actualidad se considera probable que este haya realizado aportes en la elaboración de la obra.

## Desarrollo de la Novela

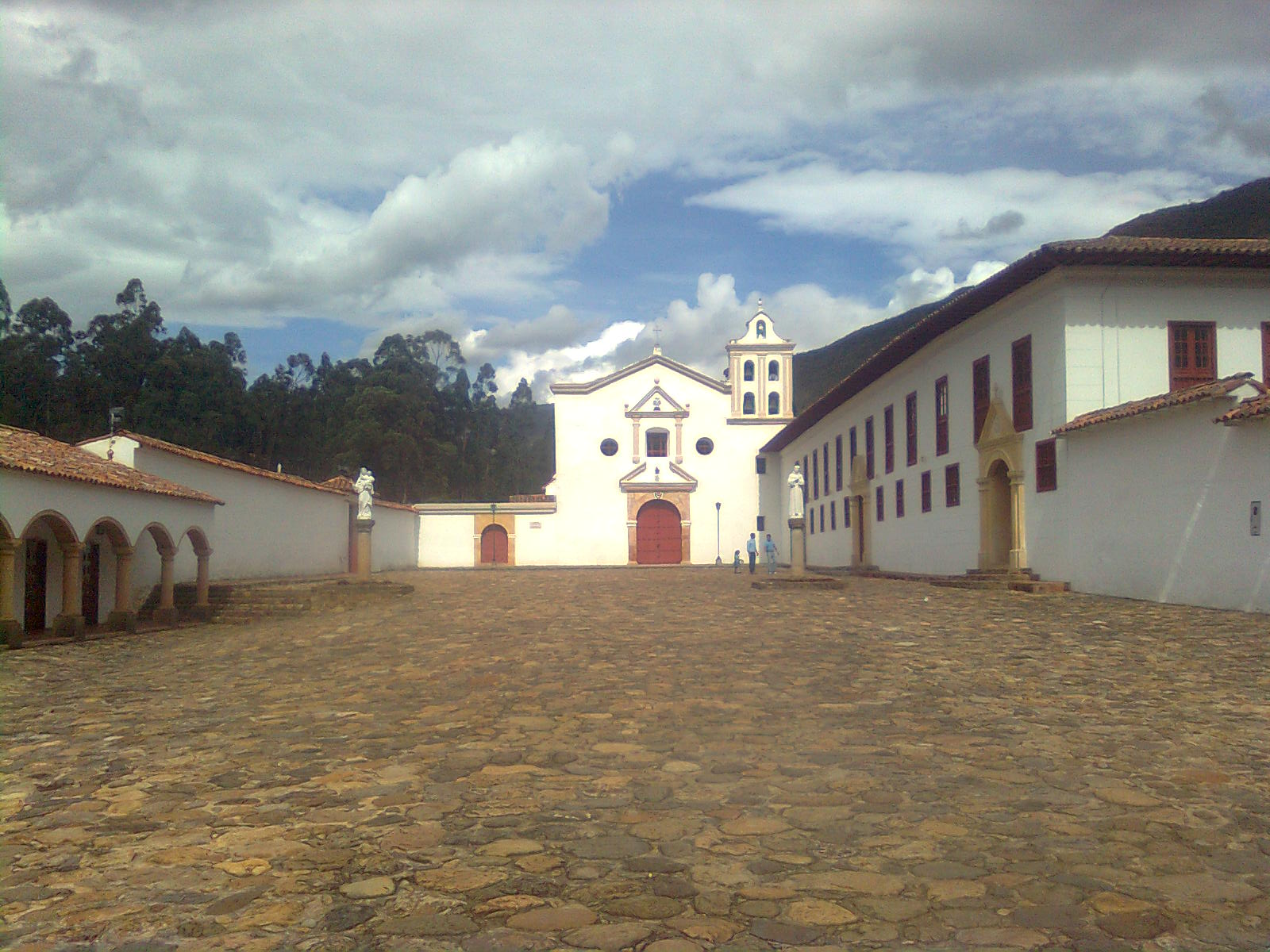
Convento de la Candelaria.

Cuatro jóvenes están de cacería en el desierto de la Candelaria durante el mes de diciembre. Andrés, uno de ellos, sigue a un ciervo hasta una cueva, en la cual halla versos y meditaciones religiosas sobre la muerte y otros asuntos, así como objetos sagrados, un esqueleto, cilicios y otros objetos. Conmovido, decide imitar al habitante, a quien ese día espera sin embargo en vano, y junto a sus amigos revisa los documentos. Mientras, el anciano ermitaño habitante de la cueva encuentra señales de la presencia de Andrés, y decide esperarlo. Su nombre es Arsenio, quien a la vuelta del grupo de jóvenes cuenta su vida y la de su amigo Leoncio, ejecutado por asesinar a su esposa. 
Al día siguiente, gracias a Arsenio el joven Andrés es aceptado como fraile en el convento de la Candelaria. Fernando, por su parte, sigue sus deseos de hacerse cartujo, inspirado en San Bruno, mientras que Andrés dedica sus versos a San Agustín. Por su parte, Arsenio continúa su relato con la parábola del hijo pródigo, que relaciona con su experiencia. Una noche, cuenta, en compañía de otro amigo de libertinaje llamado Pedro Padilla, se les aparece Leoncio con un caballero sin cabeza, tras lo cual se arrepiente y entra a la orden de los carmelitas descalzos. 
Pero Arsenio no se ha reformado. Tiempo después se casa con Leonor, quien fallece dejando una hija neonata llamada Clori. En su libertinaje, se enamora de su prima Casimira, quien lo rechaza, por lo que este la rapta y obliga a vestir ropas de hombre, cambiando su nombre por el de Ascanio y haciéndola acompañarlo a América. Cerca de Cartagena, sin embargo, una tormenta deja la nave con graves daños. En otra de las Mansiones, Arsenio cuenta leyenda de Pedro Porter, que fue al infierno guiado por el demonio. Mientras, Andrés es ordenado, lo cual da lugar a varias celebraciones.
Por su parte, el prior del convento visita las cuevas, donde narra la historia este edificio religioso, y Arsenio cuenta la vida anacorética y del monacato de San Bruno, tras lo cual retorna el relato de su vida. Tras la tormenta, son apresados por piratas holandeses, que sin embargo se apiadan de su destino y los deja en tierra firme, donde sin embargo Casimira desaparece. Arsenio la encuentra en una gruta, le pide perdón y le regala unos diamantes, que ella utiliza como dote para entrar a un convento en Cartagena, donde un ermitaño que vive en el lugar le ha conseguido una plaza. 
Tras buscarla sin encontrarla, Arsenio decide dedicarse a la penitencia y tras algunos años, busca al ermitaño que ayudó a Casimira, a quien busca. Esta le da 500 ducados sobrantes de su dote, que en parte envía a su hija ahora monja, y en parte invierte en estudiar y ordenarse, celebrando con frecuencia misas en el cerro de La Popa, donde noticias del desierto de la Candelaria, donde es aceptado con el nombre de Arsenio de San Pablo.
Los jóvenes regresan a Santa Fe. Allí, se hace más fuerte el deseo de Fernando de hacerse cartujo, lo cual es posible cuando es necesario llevar a España el cuerpo del arzobispo Almansa. Con este motivo, viajan a Villa de Leiva, donde a su vez visitan el convento. Fernando viaja a España, donde después de algunos eventos y una vida de libertinaje, tras la muerte de un amigo adopta los hábitos, lo cual es celebrado en Bogotá.
Por último, tras la llegada de algunas cartas suyas, Pedro, Antonio y unos religiosos van a donde el anciano para revelarle el contenido de las cartas. Por la mañana saben por una carta enviada por Andrés desde que fray Arsenio ha fallecido, en la que también se revela que Casimira ha fallecido. Durante la lectura de las misivas termina la novela.